# Komisariat Rzeszy Ukraina
Komisariat Rzeszy Ukraina (niem. Reichskommissariat Ukraine, ukr. Райхскомісаріат Україна) – nazwa organizmu okupacyjnego powstałego 1 września 1941 po agresji III Rzeszy na ZSRR, istniejącego do początków 1944, z siedzibą w Równem. Komisarzem (Reichskommissar) Komisariatu był Erich Koch.
Podział administracyjny ustalono w niemieckiej Kwaterze Głównej, na naradzie pod przewodnictwem Adolfa Hitlera, z udziałem Hermanna Göringa, Alfreda Rosenberga, Wilhelma Keitla, Hansa Lammersa i Martina Bormanna 16 lipca 1941.

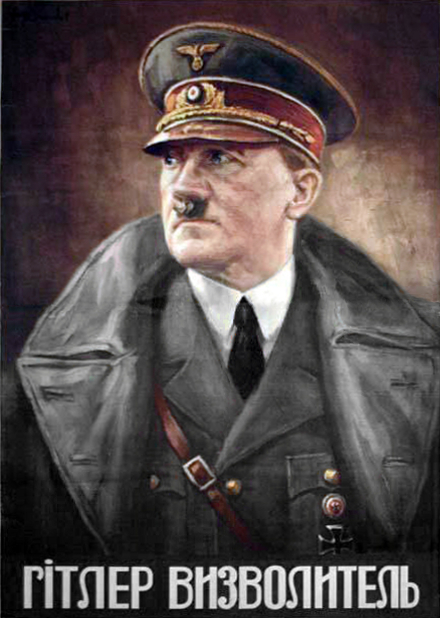
Plakat propagandowy w języku ukraińskim: „Гітлер Визволитель” (Hitler wyzwoliciel)

## Podział administracyjny Komisariatu Rzeszy Ukraina w 1943 r.
W miejsce obwodów i rejonów zorganizowano komisariaty obszarowe (niem. Gebietkommissariat). Obwody czernihowski, sumski, charkowski, doniecki i ługański wydzielono w osobną strefę frontową, oddzieloną od RKU granicą, którą można było przekroczyć tylko ze specjalną przepustką.
W sumie Komisariat dzielił się na 6 komisariatów generalnych, 114 komisariatów rejonowych i 433 gminne.

### Okręg generalnyDniepropetrowsk(Generalbezirk Dnjepropetrowsk)
Generalnym komisarzem okręgu był Klaus Selzner.
Komisariaty:

1. Berdjansk
2. Chortiza
3. Dnjepropetrowsk-Stadt
4. Dnjepropetrowsk-Land
5. Halbstadt
6. Kamenka
7. Kamenskoje-Stadt
8. Kriwoi Rog-Stadt
9. Kriwoi Rog-Land
10. Nikopol
11. Nowo Moskowsk
12. Oreschow
13. Pawlograd
14. Petrikowka
15. Pjatichatka
16. Pokrowskoje
17. Pologi
18. Saporoshje-Stadt
19. Sinelnikowo

### Okręg generalnyKijów(Generalbezirk Kiew)
Generalnym komisarzem okręgu był Waldemar Magunia.
Komisariaty:

1. Bila Zerkwa
2. Borispol
3. Chabnoje
4. Chorol
5. Gadjatsch
6. Iwankow
7. Karlowka
8. Kiew-Stadt
9. Kiew-Land
10. Kobeljaki
11. Korssun
12. Krementschug
13. Lochwiza
14. Lubny
15. Mirgorod
16. Oposchnia
17. Perejaslaw
18. Pirjatin
19. Poltawa
20. Smela
21. Solotonosha
22. Zwinogródka
23. Taraschtascha
24. Uman
25. Wassilkow

### Okręg generalnyKrym(Generalbezirk Krim,Tauryda)
Generalnym komisarzem okręgu był Alfred Frauenfeld.
Komisariaty:

1. Akimowka
2. Aleschki
3. Genitschesk
4. Kachowka
5. Melitopol

### Okręg generalnyMikołajów(Generalbezirk Nikolajew)
Generalnym komisarzem okręgu był Ewald Oppermann.
Komisariaty:

1. Alexanderstadt [wcześniej: Bolschaja Alexandrowka]
2. Alexandria
3. Alexandrowka/Südlicher Bug
4. Bobrinez
5. Cherson
6. Dolinska
7. Gaiworon
8. Kirowograd
9. Nikolajew
10. Nowibug
11. Nowo Mirgorod
12. Perwomaisk
13. Wosnessensk
14. Otschakow

### Okręg generalnyŻytomierz(Generalbezirk Shitomir)
Generalnym komisarzem okręgu był Kurt Klemm, a od 1942 Waldemar Magunia.
Komisariaty:

1. Berditschew
2. Bragin
3. Chmelnik
4. Gaissin
5. Hegewald(inne języki)
6. Kasatin
7. Korosten
8. Korostyschew
9. Monastyrischtsche
10. Mosyr
11. Nemirow
12. Olewsk
13. Owrutsch
14. Petrikow
15. Retschiza
16. Shitomir
17. Winniza
18. Zwiahel

### Okręg generalnyWołyń–Podole(Generalbezirk Wolhynien-Podolien)
Generalnym komisarzem okręgu był Heinrich Schöne. Jego siedzibą został Brześć.
Oprócz terenów Wołynia i Podola (obwody wołyński, rówieński, część żytomierskiego) do okręgu włączono tereny południowego Polesia (południowe części obwodów brzeskiego i pińskiego) granica przebiegała około 20 km na północ od Prypeci. Dzielił się na 25 terenów powiatowych, z czego 8 przed wojną należało całkowicie lub częściowo do ZSRR, a pozostałe do Państwa Polskiego.
Komisariaty:

1. Antoniny
2. Bar
3. Brest-Litowsk
4. Dubno
5. Dunajewzy
6. Gorochow
7. Jarmolinzy
8. Kamenez Podolsk
9. Kamen Kaschirsk
10. Kobryn
11. Kostopol
12. Kowel
13. Kremianez
14. Letitschew
15. Luboml
16. Luzk
17. Pinsk
18. Proskurow
19. Rowno
20. Sarny
21. Saslaw
22. Schepetowka
23. Staro Konstantonow
24. Stolin
25. Wladimir Wolynsk

## Inne tereny
Część terytorium ZSRR pomiędzy rzekami Boh i Dniestr została przekazana przez Niemcy ze składu Komisariatu Rzeszy Ukraina (Reichskommissariat Ukraine) Rumunii jako tzw. „Transnistria” i była zarządzana z Odessy przez rumuńskiego gubernatora – dr Gheorghe Alexianu.